# Anna Barbara Urner
Anna Barbara Urner geb. Welti (* 12. Januar 1760 in Kilchberg ZH; † 10. Juni 1803 ebenda) war eine Schweizer Lyrikerin.

## Leben und Werk
Anna Barbara Urner wurde als Tochter des Arztes Welti-Nägeli geboren. 1797 heiratete sie den Lehrer am Zürcher Waisenhaus Johann Jakob Urner. Johann Caspar Lavater, der bei der Trauung predigte, war Anna Barbara Urners literarisches Vorbild; die beiden blieben sich ihr Leben lang freundschaftlich verbunden. Nach sechs Jahren kinderloser Ehe starb Anna Barbara Urner, die in ihren letzten Lebensjahren stark kränkelte, im Alter von 43 Jahren.
Anna Barbara Urners Lyrik, in deren Mittelpunkt Natur und religiöse Empfindung stehen, ist in mehreren Anthologien erschienen. Urner ist besonders für ihr im August 1788 entstandenes Gedicht An die Abendsonne («Goldne Abendsonne, wie bist du so schön») in Erinnerung geblieben, das 1798 in der von Johannes Bürkli (1745–1804) herausgegebenen Anthologie Neue schweizerische Blumenlese erschien. Gesungen auf eine um 1814 von Hans Georg Nägeli komponierte Melodie erreichte es volksliedhafte Popularität. Christian Gottlob Barth schuf 1830 eine Umdichtung des Textes.
Auch Carl Loewe vertonte vor 1829 dieses Gedicht. Elisabeth von Herzogenberg schuf ein Klavierlied in der Nägelischen Melodie und der Textfassung von Christian Gottlob Barth. Franz Lehrndorfer schuf einen vierstimmigen Chorsatz. Auch im Werk Karl Mays wurde das Lied zitiert. Es inspirierte Karl Otto Hügin (1887–1963) zu seinem Mosaikwandbild An die goldene Abendsonne im Schulhaus «Guldisloo» in Wetzikon ZH und wurde u. a. von Georg Sluyterman von Langeweyde illustriert, ebenso in einer Bildpostkarte von Friedrich Graef.